# Manolo Cuervo
Manolo Cuervo (Isla Cristina, 1955) es un pintor y diseñador gráfico español.

## Biografía
Manuel Cuervo de la Rosa nació en la localidad de Isla Cristina (provincia de Huelva) y se estableció en Sevilla desde su infancia. 
Sus primeras pinturas las realizó a finales de los años setenta, con la serie “Ventana al mar“, en un homenaje a los paisajes de su juventud.
Se dedicó desde muy pronto a la realización de carteles. Su obra como cartelista y diseñador supuso una renovación del panorama artístico de Sevilla a principios de los ochenta cuando creó la imagen gráfica de acontecimiento culturales de importancia en la ciudad. 
Muy vinculado a la cartelística, sus obras se han centrado en la difusión de festivales de música, Expo 92, compañías de teatro y otros, en un ámbito muy tradicional como la Semana Santa, donde ha realizado innovadores carteles para el 450 aniversario de la Hermandad de la Hiniesta (2015), la Hermandad de la Macarena (2019), la Semana Santa de Jerez de la Frontera (2020), la Semana Santa en Sevilla (2022) y que le han valido un amplio reconocimiento en este campo, como el Premio Demófilo especial del jurado de la Fundación Machado en 2022.

## Pintura
Su obra pictórica mantiene influencias del expresionismo abstracto que marcó sus inicios, y se acerca al “pop art“ con el punto crítico del Equipo Crónica. En febrero de 2012, presentó una exposición en la sala San Clemente de Sevilla con el título de “La mirada indiscreta“. Ese mismo año, presentó en el Ateneo de Madrid una continuación temática de esa muestra, con el mismo nombre, pero con la mayoría de obras nuevas.
Igualmente ha trabajado con galeristas de Estados Unidos y Japón y algunos de sus cuadros han aparecido en la escenografía de series de televisión de gran audiencia como CSI: New York o Shake it up de Disney Channel.

## Retrospectiva
En 2007, la Diputación Provincial de Sevilla organizó una exposición retrospectiva de su producción, con el título “Crónica de un paseante“. También la misma Diputación le concedió en 2015 un reconocimiento de su trayectoria en el mundo de la escena con motivo del Día Mundial del Teatro.